# Triphon Verstraeten
Triphon Verstraeten (Zingem, 14 gennaio 1920 – Oudenaarde, 4 ottobre 1946) è stato un ciclista su strada belga, professionista dal 1944 al 1946. Conta 9 vittorie tra i professionisti, e svariati piazzamenti nelle grandi classiche, nonché un secondo posto nel Giro del Belgio.

## Carriera
Passato professionista nel 1944, gareggiò poco quell'anno a causa della guerra. 
Dopo essere arrivato secondo al Giro del Belgio nello stesso tempo del vincitore, la sua carriera decollò davvero nel 1945. Quell'anno ottenne molti posti d'onore (2° a Welden, 3° ad Adegem ed Eksaarde) con un 8º posto alla Gand-Gand.
Nel 1946 si classificò 14° alla Gand-Wevelgem. Il grande momento clou di quell'anno, tuttavia, fu il suo terzo posto alla Liegi-Bastogne-Liegi.
In una corsa ad Asper, cadde violentemente e morì per le ferite riportate pochi giorni dopo a Oudenaarde.
Al suo funerale parteciparono migliaia di appassionati di ciclismo e centinaia di ciclisti, tra cui Gino Bartali, che quell'anno era il numero uno della classifica mondiale. Al momento della sua morte, Triphon era al 73º posto nel mondo.

## Piazzamenti (parziale)

### Classiche monumento (parziale)
- Liegi-Bastogne-Liegi

1946: 3º